# ソホスブビル・ダクラタスビル
ダクラタスビル・ソホスブビル（ 英: Sofosbuvir/daclatasvir、SOF/DCV ）は、ソボダック（英: Sovodak）などの商品名で販売されている、 C型肝炎の治療に使用される併用薬である。これは新興国では第一選択治療薬であり、すべての亜型に有効である。日本では、ダクラタスビルの販売が中止されているため、用いられていない。有効性は90％以上である。3歳以上の患者であれば使用可能である。通常、1日1回1錠12週間継続的または間隔をあけて経口投与される。
一般的な副作用には、頭痛、疲労感、吐き気、腹痛などがあげられる。重度の副作用はまれである。ダクラタスビルとソホスブビルの妊娠中の使用による有害性は確認されていないが、十分な研究はされていない。この併用薬は、ウイルスNS5A阻害剤であるダクラタスビルと、ウイルスRNAポリメラーゼNS5Bのヌクレオチド阻害剤であるソホスブビルが含まれている。
2022年現在、低・中所得国ではC型肝炎の治療に最も多く用いられている。この配合薬は米国では承認されておらず、ダクラタスビルの販売は2019年に中止された。世界保健機関の必須医薬品リストに収載されている。これは最も安価な現代のC型肝炎治療であり、費用は50〜1,400米ドルである。

## 医療用途

### 投与量
組み合わせにはソホスブビル400 mgとダクラタスビル60 mgが含まれ、2015年から研究が行われている。

## 社会と文化
この組み合わせはイランの会社によってソボダックという商標名で生産されている。2015年10月にイラン食品医薬品局によって承認され、イランではC型肝炎のすべての遺伝子型に対する治療薬として販売されている。

## 研究
C型肝炎ウイルスとSARS-CoV-2ウイルスの類似性により、いくつかの研究者がCOVID-19に対するソホスブビル・ダクラタスビルの有効性を調査するようになった。最近発表された3つの研究では、この組み合わせがCOVID-19に対して有益であることが判明したが、その結果はより大規模な研究による確認が必要である。
2020年10月、メタアナリシスにより、COVID-19の入院患者にこの薬剤の組み合わせを投与した場合、全死亡リスクが著しく低下することが判明した。